# Francesco Stifano
Francesco Stifano Garzone (Caracas, Venezuela; 19 de julio de 1979) es un entrenador de fútbol venezolano que actualmente dirige al Metropolitanos F.C.

## Trayectoria

### Primeros años dirigido en Venezuela
En Venezuela dirigió más de 200 partidos pasando por los clubes: Deportivo La Guaira, Portuguesa, Tucanes de Amazonas, Zamora, Deportivo Táchira y el Zulia, en este último logró una excelente actuación en la Copa Sudamericana 2019 llegando hasta los cuartos de final en aquel torneo.

### Águilas Doradas
A finales del mes de diciembre de 2019 fue presentado como nuevo entrenador del equipo Águilas Doradas Rionegro de Colombia con miras la temporada 2020. Tras no lograr la clasificación a las finales del campeonato colombiano 2020, decide no renovar su contrato con el club antioqueño. Sin embargo, volvería al club remplazando al entrenador Hubert Bodhert el día 3 de marzo de 2021 dirigiendo desde la fecha 11 del Torneo Apertura.

### Caracas FC
El 27 de diciembre de 2021 fue confirmado como nuevo entrenador del Caracas FC de Venezuela, en reemplazo de Noel Sanvicente. Fue despedido de su cargo el 19 de septiembre del 2022 tras no conseguir el pase a la fase final por el título de la liga venezolana y la no clasificación a la Copa Libertadores.

## Clubes

### Como entrenador
| Club                | País      | Año           |
| ------------------- | --------- | ------------- |
| Deportivo La Guaira | Venezuela | 2012 - 2013   |
| Portuguesa          | Venezuela | 2013 - 2014   |
| Tucanes de Amazonas | Venezuela | 2014 - 2015   |
| Zamora              | Venezuela | 2016 - 2017   |
| Deportivo Táchira   | Venezuela | 2017 - 2018   |
| Zulia               | Venezuela | 2018 - 2019   |
| Águilas Doradas     | Colombia  | 2020          |
| Águilas Doradas     | Colombia  | 2021          |
| Caracas FC          | Venezuela | 2022          |
| Zamora              | Venezuela | 2023          |
| Metropolitans F.C   | Venezuela | 2025-presente |

## Estadísticas como entrenador
Actualizado y corregido al último partido dirigido con Caracas FC en la fecha 30 de la Primera División 2022. 
| Equipo                              | Torneo                   | Estadísticas Partidos | Estadísticas Partidos | Estadísticas Partidos | Estadísticas Partidos | Estadísticas Partidos |
| Equipo                              | Torneo                   | PD                    | PG                    | PE                    | PP                    | EF%                   |
| ----------------------------------- | ------------------------ | --------------------- | --------------------- | --------------------- | --------------------- | --------------------- |
| Deportivo La Guaira · Venezuela     |                          |                       |                       |                       |                       |                       |
| Torneo Apertura 2013                | 11                       | 1                     | 4                     | 6                     | 21.21%                |                       |
| Copa Venezuela 2013                 | 4                        | 1                     | 1                     | 2                     | 33.33%                |                       |
| Total Club                          | 15                       | 2                     | 5                     | 8                     | 24.44%                |                       |
| 'Portuguesa FC' · Venezuela         | Torneo Apertura 2014     | 8                     | 1                     | 5                     | 2                     | 33.33%                |
| 'Portuguesa FC' · Venezuela         | Copa Venezuela 2014      | 2                     | 0                     | 1                     | 1                     | 16.67%                |
| 'Portuguesa FC' · Venezuela         | Total Club               | 10                    | 1                     | 6                     | 3                     | 30.00%                |
| Tucanes de Amazonas FC · Venezuela  | Torneo Clausura 2015     | 7                     | 1                     | 5                     | 1                     | 38.10%                |
| Tucanes de Amazonas FC · Venezuela  | Total Club               | 7                     | 1                     | 5                     | 1                     | 38.10%                |
| Zamora FC · Venezuela               | Torneo Adecuacion 2015   | 25                    | 16                    | 5                     | 4                     | 70.67%                |
| Zamora FC · Venezuela               | Copa Venezuela 2015      | 6                     | 2                     | 3                     | 1                     | 50.00%                |
| Zamora FC · Venezuela               | Copa Sudamericana 2015   | 2                     | 0                     | 1                     | 1                     | 16.67%                |
| Zamora FC · Venezuela               | Torneo Apertura 2016     | 25                    | 16                    | 5                     | 4                     | 70.67%                |
| Zamora FC · Venezuela               | Torneo Clausura 2016     | 19                    | 8                     | 3                     | 8                     | 47.37%                |
| Zamora FC · Venezuela               | Final 2016               | 2                     | 2                     | 0                     | 0                     | 100.00%               |
| Zamora FC · Venezuela               | Copa Venezuela 2016      | 6                     | 2                     | 3                     | 1                     | 50.00%                |
| Zamora FC · Venezuela               | Copa Sudamericana 2016   | 4                     | 0                     | 2                     | 2                     | 16.67%                |
| Zamora FC · Venezuela               | Torneo Apertura 2017     | 19                    | 8                     | 6                     | 5                     | 52.63%                |
| Zamora FC · Venezuela               | Copa Libertadores 2017   | 6                     | 0                     | 0                     | 6                     | 0.00%                 |
| Zamora FC · Venezuela               | Total Club               | 114                   | 54                    | 28                    | 32                    | 55.56%                |
| Deportivo Tachira FC · Venezuela    | Torneo Clausura 2017     | 4                     | 0                     | 2                     | 2                     | 16.67%                |
| Deportivo Tachira FC · Venezuela    | Torneo Apertura 2018     | 17                    | 5                     | 7                     | 5                     | 43.14%                |
| Deportivo Tachira FC · Venezuela    | Copa Libertadores 2018   | 4                     | 0                     | 3                     | 1                     | 25.00%                |
| Deportivo Tachira FC · Venezuela    | Total Club               | 25                    | 5                     | 12                    | 8                     | 36.00%                |
| Zulia FC · Venezuela                | Torneo Clausura 2018     | 17                    | 6                     | 5                     | 6                     | 45.10%                |
| Zulia FC · Venezuela                | Copa Venezuela 2018      | 10                    | 6                     | 4                     | 0                     | 73.33%                |
| Zulia FC · Venezuela                | Torneo Apertura 2019     | 23                    | 9                     | 10                    | 4                     | 53.62%                |
| Zulia FC · Venezuela                | Copa Sudamericana 2019   | 8                     | 5                     | 0                     | 3                     | 62.50%                |
| Zulia FC · Venezuela                | Torneo Clausura 2019     | 9                     | 4                     | 2                     | 3                     | 51.85%                |
| Zulia FC · Venezuela                | Total Club               | 67                    | 30                    | 21                    | 16                    | 55.22%                |
| Águilas Doradas Rionegro · Colombia | Primera División 2020    | 20                    | 8                     | 7                     | 5                     | 51.67%                |
| Águilas Doradas Rionegro · Colombia | Copa Colombia 2020       | 3                     | 2                     | 1                     | 0                     | 77.78%                |
| Águilas Doradas Rionegro · Colombia | Torneo Apertura 2021     | 9                     | 1                     | 4                     | 4                     | 18.52%                |
| Águilas Doradas Rionegro · Colombia | Torneo Finalización 2021 | 19                    | 6                     | 4                     | 9                     | 38.6%                 |
| Águilas Doradas Rionegro · Colombia | Copa Colombia 2021       | 2                     | 0                     | 1                     | 1                     | 16.67%                |
| Águilas Doradas Rionegro · Colombia | Total Club               | 53                    | 17                    | 17                    | 19                    | 42.77%                |
| Caracas FC · Venezuela              | Primera División 2022    | 30                    | 8                     | 12                    | 10                    | 40.00%                |
| Caracas FC · Venezuela              | Copa Libertadores 2022   | 6                     | 1                     | 3                     | 2                     | 33.33%                |
| Caracas FC · Venezuela              | Total Club               | 36                    | 9                     | 15                    | 12                    | 38.88%                |
| Total en clubes                     | Total en clubes          | 327                   | 119                   | 109                   | 98                    | 47.5%                 |

## Palmarés

### Campeonatos nacionales
| Título            | Club       | País      | Año  |
| ----------------- | ---------- | --------- | ---- |
| Segunda División  | Portuguesa | Venezuela | 2014 |
| Torneo Adecuación | Zamora     | Venezuela | 2015 |
| Primera División  | Zamora     | Venezuela | 2016 |
| Copa Venezuela    | Zulia      | Venezuela | 2018 |